# 李强奋
李强奋（1917年—），中华人民共和国政治人物、外交官。
1982年，接替陈东担任中华人民共和国驻德意志民主共和国大使。1984年，由马叙生接任。